# Intel Core (microarquitetura)
A microarquitetura Intel Core (conhecida anteriormente como Intel Next-Generation Micro-Architecture, ou NGMA) é uma microarquitetura lançada pela Intel no primeiro semestre de 2006. É baseada numa versão melhorada do núcleo Yonah, e pode ser considerada a derradeira iteração da microarquitetura Intel P6, cujo início se deu em 1995, com o lançamento do Pentium Pro. O alto consumo elétrico dos processadores baseados na microarquitetura NetBurst, bem como a conseqüente dificuldade de se aumentar a sua freqüência foi a razão principal da Intel ter abandonado esta arquitetura. A microarquitetura Intel Core foi projetada pelo centro de desenvolvimento israelense da Intel, em Haifa, o mesmo que anteriormente havia projetado o Pentium M.
A arquitetura apresenta menor consumo elétrico que as anteriores, e é competitiva com a tecnologia da AMD em dissipação de calor. Seus produtos derivados são multinúcleos e suporte à virtualização por hardware (chamada pela companhia de Tecnologia de Virtualização Intel), bem como SSSE3 e Intel 64 (implementação da empresa para as instruções x86-64).
Os primeiros processadores que usavam essa arquitetura tinham os núcleos Conroe, Merom e Woodcrest. O Conroe é para computadores de mesa, o Merom para portáteis e o Woodcrest para servidores e estações de trabalho. Apesar de terem a arquitetura idêntica, as três linhas de processadores diferem quanto ao soquete usado, frequência do barramento e consumo de energia. Processadores da linha de entrada usam a marca Pentium Dual-Core e Celeron, enquanto que os chips para servidores e estações de trabalho são chamados Xeon. Para micros de mesa e portáteis, a marca escolhida foi Core 2. A nova linha de processadores Intel Core (Core i3, Core i5, Core i7, Core i9) não usam a microarquitetura Core.